# DAX Live!!
『DAX Live!!』（ダックスライブ）は、スペースシャワーTVの動画配信サイト「[DAX] - SPACE SHOWER Digital Archives X -」内の生配信番組。
2009年3月24日放送の「DAX Live! in SSTV」が最終回であった。全40回放送。

## 概要
ブライアン・バートンルイスらレギュラー陣とさまざまなゲストによる“TOKYO GHETTO STYLE”な番組。ほぼ月1回放送、放送時間は放送回によって違った。
放送開始時、番組内容が決まっておらずBBSでお題を募集することがしばしばあった。
スペースシャワー本社の中に入れてもらえず、玄関からの放送が多かったが、イベントとのコラボレーションという形でイベント先からの中継が増え、最終回ではスペースシャワーのスタジオからスペースシャワーTVの本放送と同時生中継された。
生配信後、ダイジェスト版がアーカイブされるので現在でも番組の一部を視聴することができる。

## 出演者

### MC
- ブライアン・バートンルイス
- 小明

### レギュラー
ゲストとして出演後、レギュラーになったケースが多い。
- ニポポ － MCのブライアンからは「ファブさん」と呼ばれていた。
- SUGIURUMN
- 月花女王様
- 琴音
- 若葉薫子
- ファブギアマン
- カジヒデキ
- AYASHIGE
- ハジメちゃん
- てかりん

### 主なゲスト
（）内は出演回
- 向井秀徳 (No.3)
- 難波章浩 (No.4)
- ムーグ山本 (No.5)
- ハレンチパンチ (No.6,34)
- ダブゾンビ (No.6,9)
- 一十三十一 (No.7)
- 浜野謙太 (No.8,9,25)
- JxJx (No.8)
- 掟ポルシェ (No.9,13,25)
- Perfume (No.9,25)
- 宇多丸 (No.9)
- K DUB SHINE (No.9)
- 石野卓球 (No.9)
- DISCO TWINS (No.9)
- B-DASH (No.9)
- DJ MEXICO (No.9)
- おやつ部長 (No.9)
- 横山剣 (No.10)
- 韻シスト (No.11)
- 三宅洋平 (No.11)
- スチャダラパー (No.12)
- DJまほうつかい (No.13)
- 杉作J太郎 (No.13)
- 小出祐介 (No.13)
- 湯浅将平 (No.13)
- 華美月 (No.13,14)
- 浦えりか (No.20)
- UZI (No.20)
- 水野敬也 (No.20)
- SILVA (No.20)
- MaL (No.20)
- IVAN (No.22,26)
- ローラ・チャン (No.22,24)
- 清水楓 (No.22)
- 権守麻美 (No.22)
- キアリー (No.22)
- Mr.MU$IC (No.24.33)(元々は一視聴者で度々電話出演している)
- ピエール中野 (No.25)
- 虎牙 (No.25)
- 小島よしお (No.27)
- 林未紀 (No.27)
- 冠二郎 (No.27)
- 小山絵里奈 (No.27)
- “合コン界のヒクソン”Hayato（500戦無敗） (No.27)
- マリエ (No.27)
- DE DE MOUSE (No.32)
- Aira Mitsuki (No.35)
- 早乙女みなき (No.36)
- ゆう (No.36)
- HIFANA (No.36)
- GusGus (No.36)
- ケン・イシイ (No.36)
- Saori@destiny (No.37)
- まさじ (No.37)
- サオリリス (No.37,38,40)
- 田代まさし (No.40)
- バニラビーンズ (No.40)

## 主な出来事
- ブライアンのSM趣味が高じ、多数の番組レギュラーおよびゲストが月花女王様から洗礼を受けた。
- 40時間生放送した際には、ブライアンの休憩中に掟ポルシェとPerfumeが代理で番組を進行した。当時のPerfumeは、まだ全国各地の店頭などのミニスペースでライブと握手会を重ねていたが、DAXliveでのスペースが最も狭かったものの「エレクトロワールド」をやりきったことから、「セマイドル」とネット上で称された。(第9回)
- その後レギュラーとなる小明が初登場しているが、当時は円形脱毛症が完治しておらず、前頭の髪の分け目が著しく制限されたと第39回で証言している。(第11回)
- 小明の黒歴史である2枚のCDシングルのデッドストックが発掘され、番組後半ニポポと小明のデュエットによる「クリオネの気持ち」のライブが披露された。過去にライブ映像等が公表されていないため貴重なギグとなった。後に、ニポポの楽曲に小明がボーカル起用されているが、その原点ともとらえられる。(第21回)
- 番組公開収録中のオークションに小明の手作り弁当、小明着用のパジャマと1枚のみプレスされたDVD『Akari@destiny』が出品され、手作り弁当は2万円、パジャマとDVDは4万円でそれぞれ落札された。経緯は不明だがDVDは現在小明が所有している。またストリーミングとアーカイブでは音声のみだが、小明が縄で縛られ吊るされるというSMプレイが披露された。「黒歴史が現役で増えた瞬間」と小明は回顧している。(第38回)
- 2011年3月5日、同月16日にDOMMUNE内で一夜限り復活することがトンガリキッズ・ニポポの壊れかけレディオセンターで発表された。しかし同月11日に発生した東北地方太平洋沖地震の影響で中止となった。